# Tetraena alba
Tetraena alba — вид рослин родини Парнолистові (Zygophyllaceae), поширений у південній Європі, західній Азії, Африці.

## Опис
Багаторічна рослина лежача або висхідна, гілляста. Стебла попелясто-сивуваті коли молоді; стають голими, товстими, з корою від сірого до помаранчевого забарвлення. Листки дуже м'ясисті; листочки 4–8 × 2–3 мм, ± циліндричні, від довгастих або еліптичних, зрідка зворотнояйцеподібні, тупі. Квітки одиночні в пазухах листя, ± сидячі в період цвітіння; чашолистки 2–3 мм, пелюстки білі, 3–4 мм. Коробочка зірчатої форми, 5–7 × 5–6 мм, глибоко 5-лопатева.

## Поширення
Поширений у Греції й Іспанії, Західній Азії, північній, північно-західній і північно-східній Африці.
Населяє дюни, соляні рівнини й подібні місця проживання.

## Використання
Часто застосовується при лікуванні астми, подагри та ревматизму.